# Chiesa dei Santi Filippo, Giacomo e Gualtero
La chiesa dei Santi Filippo, Giacomo e Gualtero, più comunemente nota semplicemente come chiesa di San Gualtero, è una chiesa parrocchiale cattolica della città italiana di Lodi, posta alcuni chilometri ad ovest del centro storico, lungo la strada per Milano.

## Storia

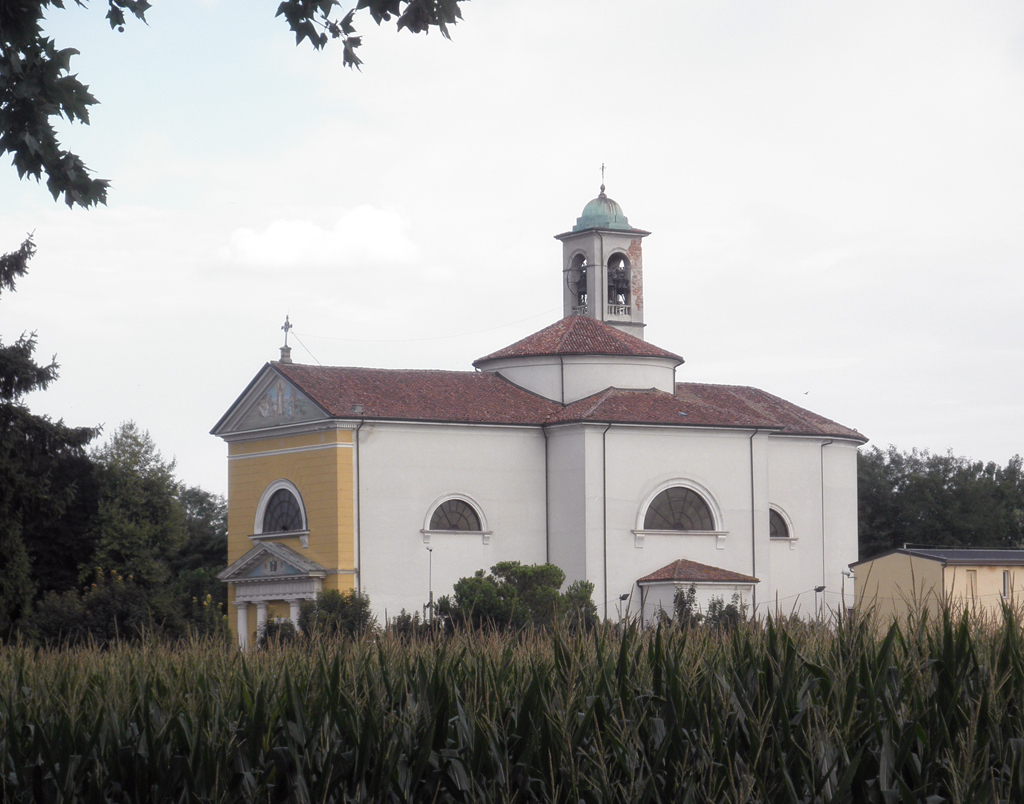
La chiesa vista dalla strada per Milano

Nei chiosi di Porta Regale, ad ovest della città di Lodi, sorgeva fin dal Duecento una piccola chiesa, annessa all'ospedale della Misericordia e dedicata al fondatore di questo, il santo lodigiano Gualtero Garbagni.
Questa chiesa, per le sue piccole dimensioni e il suo aspetto modesto, risultava inadeguata a ricoprire il ruolo di parrocchiale; pertanto nel 1836 si decise di costruirne una nuova, spostata di 700 m verso ovest in posizione più riparata dalle inondazioni dell'Adda che più volte avevano danneggiato la vecchia chiesa.
Per la costruzione venne inizialmente incaricato l'ingegnere lodigiano Carlo Moroni, ma in seguito al suo progetto venne preferito quello del milanese Pietro Pestagalli dell'Imperial-regia direzione generale delle pubbliche costruzioni.
L'idea iniziale prevedeva di completare la costruzione in tempo per la visita in città dell'imperatore Ferdinando I (1838), consentendo così di accedere ai finanziamenti governativi stanziati per l'occasione; sempre per tale motivo si ipotizzò anche di dedicare la nuova chiesa a san Ferdinando. In realtà la prima pietra fu posata solo il 13 settembre 1840, in una cerimonia alla presenza del vescovo Benaglio e dell'Imperial-regio Delegato di Governo.
I lavori di costruzione, appaltati al capomastro Giuseppe Grassi, vennero diretti dall'ingegnere Gerolamo Carminati dell'Ufficio tecnico provinciale di Lodi e Crema e costarono 150 000 lire. I finanziamenti provennero dai comuni di Chiosi di Porta Regale, Bottedo e Cà de' Zecchi, oltre che da copiose donazioni private.

## Caratteristiche

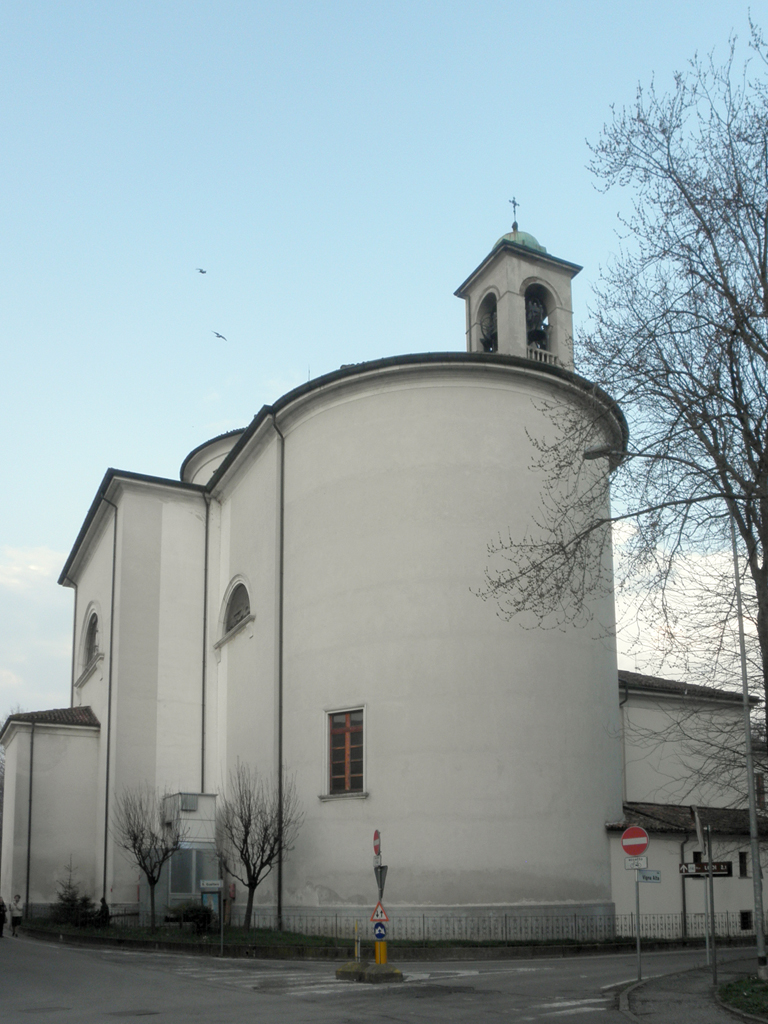
L'abside

La chiesa è posta alcune centinaia di metri a ovest del nucleo abitato di Torretta; ha facciata rivolta a nord verso la strada per Milano, alla quale è collegata da un breve viale alberato, e abside rivolta a sud.
In origine vi si conservava un quadro di Antonio Carneo rappresentante San Tomaso da Villanova che distribuisce elemosine, poi trasferito nella pinacoteca di Brera, e oggi nella chiesa di Besnate.

### Fonti
- Giovanni Agnelli, Lodi ed il suo territorio nella storia, nella geografia e nell'arte, Lodi, Lodigraf, 1990  [1917], ISBN 88-7121-046-8.
- Giuseppe Agnelli, S. Gualtero Vecchio e S. Gualtero Nuovo, in Archivio Storico Lodigiano, Lodi, 1935,  pp. 81-89, ISSN 0004-0347 (WC · ACNP).

### Testi di approfondimento
- Mauro Livraga (a cura di), Inventario dei disegni per la Chiesa di San Gualtiero a Lodi, Lodi, 1994, ISBN non esistente, SBN MIL0213668.